# Amt Uedem
Das Amt Uedem war bis 1969 ein Amt im Kreis Kleve in Nordrhein-Westfalen. Es ging aus der Bürgermeisterei Uedem und der Bürgermeisterei Keppeln hervor. Sein Gebiet gehört heute zur Gemeinde Uedem im Kreis Kleve.

## Bürgermeistereien Uedem und Keppeln
Der Raum Uedem gehörte vor der Franzosenzeit zum Herzogtum Kleve, das seit dem 17. Jahrhundert zu Preußen gehörte. Von 1798 bis 1814 stand der linke Niederrhein unter französischer Herrschaft. Während dieser Zeit wurden nach französischem Vorbild die Mairien Uedem und Keppeln im Kanton Kalkar des Arrondissements Kleve im Rur-Departement eingerichtet. Nachdem 1814 das Gebiet des Herzogtums Kleve wieder an Preußen gefallen war, kam der Raum Uedem zum neuen Kreis Kleve in der Provinz Jülich-Kleve-Berg, der späteren Rheinprovinz. Aus den beiden Mairien wurden die preußischen Bürgermeistereien Uedem und Keppeln.
Die Bürgermeisterei Uedem umfasste die beiden Gemeinden Uedem und Uedemerfeld, während die Bürgermeisterei Keppeln aus den beiden Gemeinden Keppeln und Uedemerbruch bestand.

## Amt Uedem
Am Ende des Jahres 1927 wurde die Bezeichnung aller rheinischen Landbürgermeistereien in „Amt“ geändert. Die beiden Bürgermeistereien hießen seitdem Amt Uedem und Amt Keppeln. Nach dem Ende des Zweiten Weltkriegs wurden 1945 die Verwaltungsstrukturen im Kreis Kleve durch die britischen Besatzungsbehörden geändert. Dabei wurde das Amt Keppeln aufgelöst und in das Amt Uedem eingegliedert, das seitdem vier Gemeinden umfasste:
- Keppeln
- Uedem
- Uedemerbruch
- Uedemerfeld

Am 1. Juli 1969 wurde das Amt Uedem durch das Gesetz zur Neugliederung des Landkreises Kleve aufgelöst. Seine Gemeinden wurden zur neuen Gemeinde Uedem zusammengeschlossen.

## Einwohnerentwicklung
| Jahr | Bm. Uedem | Bm. Keppeln | Quelle |
| ---- | --------- | ----------- | ------ |
| 1828 | 2044      | 2218        | [ 5 ]  |
| 1871 | 2352      | 2016        | [ 6 ]  |
| 1885 | 2632      | 2105        | [ 7 ]  |
| 1895 | 2732      | 2115        | [ 8 ]  |
| 1910 | 3061      | 2137        | [ 9 ]  |
| 1933 | 3489      | 2050        | [ 10 ] |
| 1939 | 3570      | 1924        | [ 10 ] |
|      | Amt Uedem |             |        |
| 1950 | 5620      | 5620        | [ 11 ] |
| 1961 | 5903      | 5903        | [ 12 ] |